# Die Unbedingten
Die Unbedingten ist ein 2009 gedrehter deutscher Kurzfilm, der die Ermordung des Schriftstellers August von Kotzebue in Mannheim durch den Theologiestudenten Karl Ludwig Sand zum Thema hat. Sand gehörte dem Geheimbund Die Unbedingten an. Der Film ist als Diplomfilm das Abschlussprojekt zweier Studenten der Hochschule für Fernsehen und Film München (HFF) in Koproduktion mit dem Bayerischen Rundfunk. Der Film wurde u. a. in Bad Windsheim und Bamberg gedreht. Premiere war 2009, 2010 wurde der Film im Bayerischen Rundfunk und mehreren Filmfestivals gezeigt.

## Handlung
Der junge Philosophiestudent Jakob Feister und sein Freund Carl Ludwig Sand leben 1819 beide als Außenseiter in der kleinen Universitätsstadt Jena. Mit den anderen angepassten Studenten haben sie nichts gemein. Und selbst aus der Burschenschaft Germania sind sie ob ihrer radikalen Ansichten ausgestoßen worden. Denn sie sind die Zöglinge des glänzenden Redners Karl Follen, und Mitglieder seines von der Geheimpolizei beobachteten Geheimbundes Die Unbedingten.
Eigentlich waren sich die beiden seit längerer Zeit einig, dass es ein Fanal geben müsse, welches Deutschland wachrüttle, und dass sie es vollbringen werden. Doch eine Kraft lässt Jakob erweichen, und zufriedener stimmen – die Liebe. Luise – die Tochter des Turmwächters hat es ihm angetan. Und Jakob ist nicht mehr ganz bei der Sache. Er zögert. Auch wenn ihn Carl unter Druck setzt.
Als es jedoch bei Jakobs Vater zum Eklat kommt, als dieser von den Heiratsplänen hört, nimmt das Jakob allen Mut, jemals mit Luise glücklich werden zu können. Frustriert schwört er deshalb bei einer Versammlung der Unbedingten, gemeinsam mit Carl das Fanal zu begehen. Die Ermordung des aus ihrer Sicht unpatriotischen Dichters August von Kotzebue.
Dazu müssen sie nach Mannheim reisen. Die Geheimpolizei erfährt dies und verfolgt sie. Auch die nun schwangere Luise, welche sich mutig dem Schwiegervater widersetzte, reist ihm nach, um die Bluttat, und die schlimmen Folgen für Jakob und Carl, zu verhindern …

## Aufführungen
Der Film nahm an verschiedenen Kurzfilmfestivals teil, u. a. 2009 beim Saarbrücker Filmfestival Max Ophüls Preis als einer von acht Wettbewerbsbeiträgen in der Kategorie „Mittellanger Film“ und bei den Internationalen Hofer Filmtagen. 2010 wurde der Film im Bayerischen Rundfunk gezeigt.